# Where the Heather Blooms
Where the Heather Blooms è un cortometraggio muto del 1915 diretto da Al Christie e interpretato da Betty Compson al suo terzo film.

## Produzione
Il film fu prodotto dalla Nestor Film Company.

## Distribuzione
Distribuito dalla Universal Film Manufacturing Company, il film uscì nelle sale cinematografiche USA il 17 dicembre 1915.